# Marcelo Lopes
Marcelo André da Veiga Lopes (Oeiras e São Julião da Barra, 21 april 1994) is een Portugees voetballer die als aanvaller voor FC Voluntari speelt.

## Carrière
Marcelo Lopes speelde in de jeugd van Abóboda, SL Benfica, Casa Pia AC en Real Sport Clube. Met deze club speelde hij van 2013 tot 2015 twee jaar op het vierde niveau van Portugal, de Divisião Pro-nacional van de AF Lisboa, de regionale voetbalbond van Lissabon. In 2015 promoveerde Real Sport Clube naar het Campeonato de Portugal, waar het twee jaar speelde, en daarna naar de Segunda Liga promoveerde. In het seizoen 2017/18 degradeerde Real SC weer uit de Segunda Liga, waarna Lopes vertrok. Na een proefperiode kreeg hij een contract aangeboden bij FC Eindhoven. Hij debuteerde voor Eindhoven op 24 augustus 2018, in de met 1-2 verloren thuiswedstrijd tegen Go Ahead Eagles, waarin hij zijn eerste doelpunt scoorde. Na twee seizoenen vertrok hij naar het Roemeense FC Voluntari.

### Statistieken
| Seizoen                       | Club             | Land           | Competitie             | Competitie | Competitie | Beker | Beker | Overig | Overig | Totaal | Totaal |
| Seizoen                       | Club             | Land           | Competitie             | Wed.       | Dlp.       | Wed.  | Dlp.  | Wed.   | Dlp.   | Wed.   | Dlp.   |
| ----------------------------- | ---------------- | -------------- | ---------------------- | ---------- | ---------- | ----- | ----- | ------ | ------ | ------ | ------ |
| 2013/14                       | Real Sport Clube | Portugal       | Pro-nacional Lissabon  | 7          | 1          | 0     | 0     | –      | –      | 7      | 1      |
| 2014/15                       | Real Sport Clube | Portugal       | Pro-nacional Lissabon  | 4          | 0          | 2     | 1     | –      | –      | 6      | 1      |
| 2015/16                       | Real Sport Clube | Portugal       | Campeonato de Portugal | 12         | 1          | 1     | 0     | –      | –      | 13     | 1      |
| 2016/17                       | Real Sport Clube | Portugal       | Campeonato de Portugal | 16         | 1          | 0     | 0     | –      | –      | 16     | 1      |
| 2017/18                       | Real Sport Clube | Portugal       | Segunda Liga           | 31         | 4          | 1     | 0     | 1      | 0      | 33     | 4      |
| 2018/19                       | FC Eindhoven     | Nederland      | Eerste divisie         | 33         | 5          | 1     | 0     | –      | –      | 34     | 5      |
| 2019/20                       | FC Eindhoven     | Nederland      | Eerste divisie         | 22         | 4          | 1     | 0     | –      | –      | 23     | 4      |
| 2020/21                       | FC Voluntari     | Roemenië       | Liga 1                 | 11         | 1          | 0     | 0     | –      | –      | 11     | 1      |
| Carrièretotaal                | Carrièretotaal   | Carrièretotaal | Carrièretotaal         | 136        | 17         | 6     | 1     | 1      | 0      | 143    | 18     |
| Bijgewerkt op 13 januari 2021 |                  |                |                        |            |            |       |       |        |        |        |        |